# Catherine Marchal

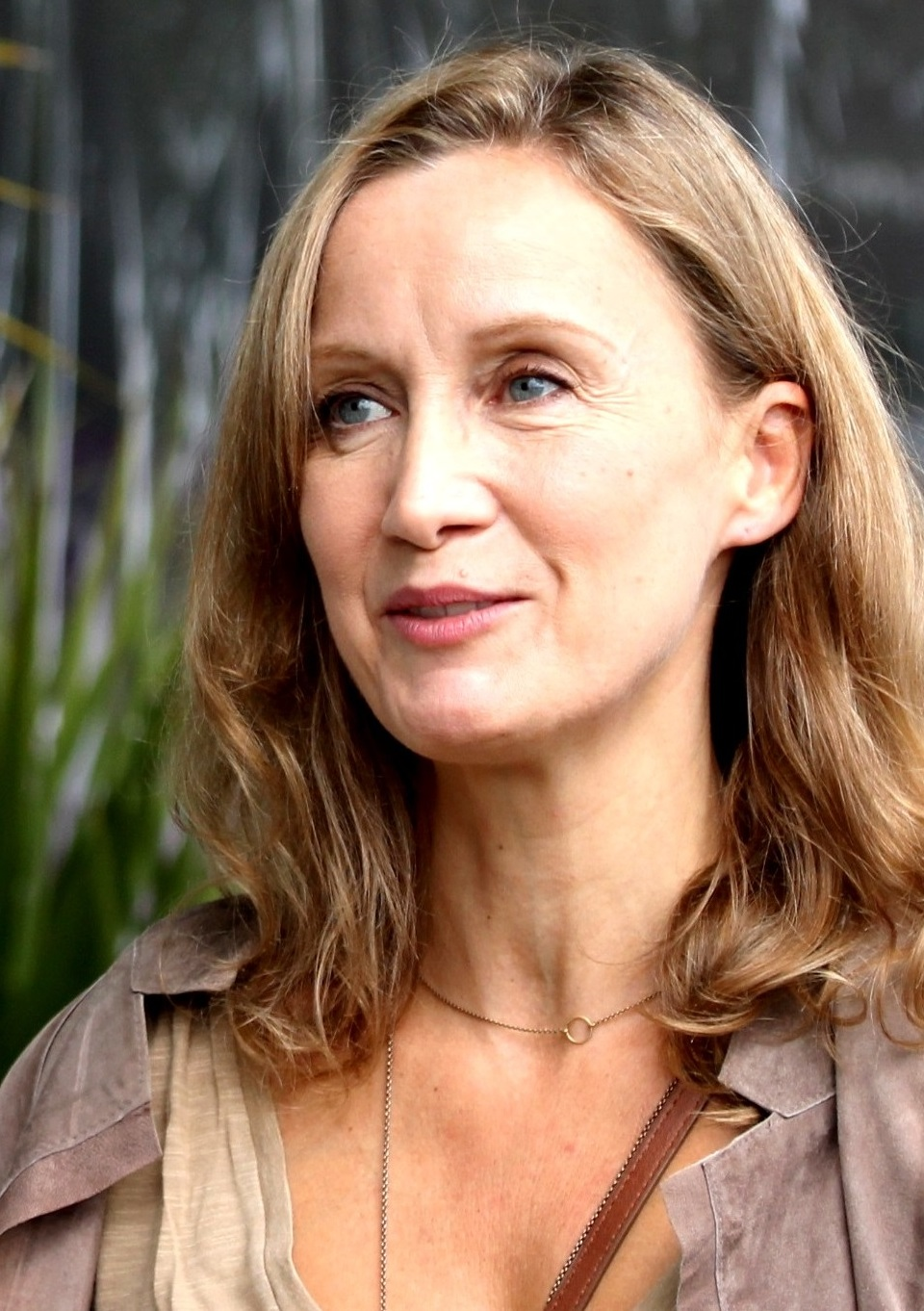
Catherine Marchal (2015)

Catherine Marchal geboren als Catherine Françoise Marie Quiniou (* 3. Mai 1967) ist eine  französische Schauspielerin.

## Leben
Im Jahre 1989 heiratete sie den ehemaligen Kriminalpolizisten, Schauspieler, Regisseur und Drehbuchautor Olivier Marchal, in dessen Filmen sie regelmäßig mit Rollen betraut wird. Sie ist auch im Fernsehen zu sehen und spielt Theater. Das Paar hat vier gemeinsame Kinder, wovon das letzte im Jahre 2009 geboren wurde.

## Filmografie (Auswahl)
- 1999: Un bon flic (Kurzfilm)
- 2000: Kommissar Moulin (Commissaire Moulin, Fernsehserie, 1 Folge)
- 2002: Gangsters
- 2004: 36 tödliche Rivalen (36, Quai des Orfèvres)
- 2004: La Crim’ (Fernsehserie, 1 Folge)
- 2005: La Pomme d’Adam
- 2006: Kommissar Navarro (Navarro, Fernsehserie, 1 Folge)
- 2006: Julie Lescaut (Fernsehserie, 1 Folge)
- 2008: MR 73 – Bis dass der Tod dich erlöst (MR 73)
- 2009: Diamond 13 (Diamant 13)
- 2009: Mensch
- 2011: Nuit Noire
- 2012: Les hommes à lunettes
- 2013: Un p’tit gars de Ménilmontant
- 2013: Profiling Paris (Profilage, Fernsehserie, 1 Folge)
- 2014: Falco (Fernsehserie, 1 Folge)
- 2020: Banden von Marseille (Bronx)
- 2020: Slalom